# Passy Peak
Der Passy Peak (englisch; bulgarisch връх Паси wrach Pasi) ist ein 510 m hoher und markanter Berg auf der Livingston-Insel im Archipel der Südlichen Shetlandinseln. In den Vidin Heights ragt er 1,4 km nordöstlich des Miziya Peak, 8,6 km südlich des Williams Point, 1,6 km westnordwestlich des Madara Peak und 0,35 km nordöstlich des Krichim Peak auf.
Bulgarische Wissenschaftler kartierten ihn im Zuge der Vermessung der Tangra Mountains zwischen 2004 und 2005. Die bulgarische Kommission für Antarktische Geographische Namen benannte ihn 2005 nach dem bulgarischen Politiker Solomon Pasi (* 1953) und dessen Rolle bei der Organisation bulgarischer Antarktiskampagnen zur Erneuerung der St.-Kliment-Ohridski-Station zwischen 1993 und 1996.